# Соціалістична партія Каталонії
Соціалістична партія Каталонії (кат. Partit dels Socialistes de Catalunya, скорочено PSC) — ліва партія Каталонії, принципами діяльності якої є класичні соціал-демократичні переконання. Ідеологію партії можна оцінити як соціалістичну чи соціал-демократичну, патріотичну (щодо Каталонії) та таку, що направлена на розширення самоврядності Каталонії. Офіційними кольорами партії є червоний та білий.
За результатами виборів 1 листопада 2006 р. до Парламенту Каталонії партія представлена 37 депутатами (друга за чисельністю депутатська група). Соціалістична партія Каталонії є складовою частиною правлячої парламентської коаліції, т. зв. «трипартиту» (кат. tripartit). В іспанському парламенті представлена 25 депутатами, у європейському парламенті — 3 депутатами.